# 独占!長嶋茂雄の真実
独占!長嶋茂雄の真実〜父と娘の40年物語〜（どくせんながしましげおのしんじつ ちちとむすめのよんじゅうねんものがたり）は、2015年1月3日にTBS系列にて放送された特別番組（スポーツトーク番組・ドキュメンタリー教養番組）である。

## 概要
脳梗塞発症から10年を迎え闘い続ける長嶋茂雄を特集した番組。リハビリに独占密着したほか、スポーツキャスターをしている娘・長島三奈とテレビ初共演し、親子関係が語られたほか、愛弟子・松井秀喜に素振り指導を行った東京ドーム内の“聖域”も初公開された。また、幼い頃から長嶋ファンであったサザンオールスターズの桑田佳祐がVTR出演し、その思い入れを刻みつけた楽曲「栄光の男」に関する秘話を打ち明けている。2015年5月20日にはDVDがリリースされた。

## 出演者
- 長嶋茂雄（読売ジャイアンツ終身名誉監督）
- 長島三奈（スポーツジャーナリスト。長嶋茂雄二女）
- 松井秀喜（ビデオ出演。元：読売ジャイアンツ&ニューヨーク・ヤンキース）
- 桑田佳祐（ビデオ出演。サザンオールスターズ）
- 阿川佐和子（司会）

## 放送内容
- 戦後最大のスーパースター　背番号3の伝説
- 伝説の引退スピーチ　今明かされる引退秘話
- 屈辱の第一次監督時代
- 監督・長嶋が“鬼”となった日…伝説の伊東キャンプ
- 監督辞任の真相
- 長嶋茂雄の娘として…三奈の苦悩
- 監督復帰　激動の第二次政権
- 監督勇退の真実
- 68歳で突然病に…壮絶リハビリとの闘い
- 愛弟子・松井秀喜との伝説の素振り…“聖域”をテレビ初公開
- 名曲に刻んだ長嶋への想い…桑田佳祐（サザンオールスターズ）
- 長嶋茂雄79歳へ…新年の誓い

## 主なスタッフ
- ナレーション：小栗旬
- 編成企画：菊野浩樹
- 構成：古井知克、村上卓史、谷田彰吾／伊藤滋之
- TM：小澤義春
- TD：荒木健一
- カメラ：土肥俊之
- 音声：鈴木一長
- 照明：中田学
- 取材カメラ：中羽健一郎
- 取材VE：佐藤修
- 編集：安達憲一
- タイトル：鳥尾美里
- MA：久保田隆
- 選曲：十川公男、田中宏茂
- TK：伊藤佳加、藤井ひと美
- 美術プロデューサー：東立
- 美術デザイナー：坂根洋子
- 美術制作：与田滋
- 装置：佐藤恵美
- 操作：篠原丈裕
- 電飾：澤田稔
- 装飾：川原栄一
- 建具：大崎健一
- 植木装飾：菊地起矢
- 衣裳：横尾毅
- 化粧：梅原恵里
- 制作協力：DNP
- 協力：読売巨人軍、讀賣新聞社、スポーツ報知、JVCケンウッド・ビクターエンタテインメント、東京ドーム、ホテルオークラ東京
- 映像提供：毎日映画社、讀賣映画社、中日映画社、マガジンハウス、スポニチクリエイツ
- リサーチ：Ring
- 宣伝統括：篠田伸二
- 宣伝：小山陽介、中本真理子
- 編成：白石徹太郎、佐々木威憲
- デスク：大島史子、杉川詠美
- AP：佐藤江美
- WEB担当：清水由花
- AD：石塚達也、小池元太、宮本清彦、山本浩孝、和田さちよ
- 再現制作：梅原由紀子、長野友弘、植田賢、阿部知美
- 取材協力：渡辺祐、林正浩、村口太郎、上利浩史、高橋秀光、今井真由
- 特別協力：広岡勲（江戸川大学 准教授）
- ディレクター：渡辺恭三、溝端清吾／前田啓二郎、川上浩史、竹田宗嗣
- スタジオ演出：大久保徳宏
- 協力プロデューサー：清水等
- プロデューサー：飯田晃嘉、鈴木栄蔵
- 総合演出：小杉康夫
- 企画・プロデューサー：後藤隆二
- 製作著作：TBS

## 放送時間
- 土曜21:00 - 23:30（JST）